# Danh sách nhà sản xuất thiết bị mạng
Phần cứng mạng máy tính thường dùng để chỉ thiết bị hỗ trợ việc sử dụng mạng máy tính, bao gồm bộ định tuyến (router), bộ chuyển mạch (switch), điểm truy cập không dây (access point), card mạng (NIC) và các phần cứng liên quan khác. Dưới đây là danh sách các nhà sản xuất thiết bị mạng đáng chú ý.

## Thiết bị định tuyến
- Aerohive Networks[1][2]
- Alaxala Networks[3]
- Nokia[4]
- Allied Telesis
- Aruba Networks - đã được HPE mua lại[5]
- Asus
- Avaya - đã mua lại Nortel, bán lại mạng lưới kinh doanh cho Extreme Networks[6]
- AVM
- Brocade - đã mua lại Vyatta, sau được mua lại bởi Broadcom[7]
- Billion Electric
- Buffalo Technology
- Calix
- Cisco Systems
- Dell - đã mua lại Force10
- DrayTek
- D-Link[8]
- Enterasys - đã được Extreme Networks mua lại năm 2013[9]
- Ericsson - đã mua lại Redback
- Extreme Networks
- Fortinet
- HPE - đã mua lại 3Com và Aruba Networks
- Huawei Routers[10][11][12][13]
- Juniper Networks
- LANCOM Systems
- Linksys - đã được Belkin mua lại
- Meraki - đã được Cisco Systems mua lại
- MikroTik
- Mitsubishi
- NEC
- Netgear
- Nokia Networks[14]
- Open Mesh - đã được Datto mua lại
- RAD Data Communications[15]
- Ruckus - đã được Brocade mua lai; sắp sửa được ARRIS mua lại
- Sierra Wireless
- Telco Systems
- TP-Link
- Ubiquiti
- Xirrus - đã được Riverbed mua lại
- Yamaha
- ZyXEL[16]
- ZTE
- TRENDnet

## Thiết bị chuyển mạch
- Aerohive
- Alaxala Networks
- Alcatel-Lucent Enterprise
- Allied Telesis
- Arista Networks
- Avaya - đã mua lại Nortel
- Buffalo Technology
- Brocade Communications Systems - đã mua lại Foundry Networks
- Cerio
- Ciena
- Cisco Systems
- Dell Networking
- DrayTek
- D-Link
- ECI Telecom
- EnGenius
- Enterasys - đã được mua lại bởi Extreme Networks
- Extreme Networks
- Fortinet
- HPE - đã mua lại ProCurve, 3Com, H3C, TippingPoint và Aruba Networks
- Huawei
- Juniper Networks
- Linksys - đã được mua lại bởi Belkin
- Mellanox - đã được mua lại bởi NVIDIA
- Meraki - đã được mua lại bởi Cisco Systems
- MikroTik
- Netgear
- Nokia Networks
- NEC
- Open Mesh - đã được mua lại bởi Datto
- Oracle Corporation
- Rad Group
- Ruckus - đã được mua lại bởi Brocade; sắp bị mua lại bởi ARRIS
- Telco Systems
- Teledata Networks
- TP-Link
- Ubiquiti
- Yamaha
- ZTE
- ZyXEL
- PLANET
- TRENDnet

## Thiết bị không dây
- Adtran/BlueSocket
- Aerohive
- Alaxala Networks
- Alcatel-Lucent Enterprise
- Allied Telesis
- Alvarion
- Aruba - đã được mua lại bởi HPE
- Asus
- Avaya
- Belkin
- Buffalo Technology
- Ceragon
- Cerio
- Cisco
- CommScope
- DrayTek
- D-Link
- EnGenius
- Enterasys - đã được mua lại bởi Extreme
- Ericsson
- Extreme Networks
- Fortinet
- HPE
- Juniper - đã mua lại Trapeze
- Linksys - đã được mua lại bởi Belkin
- Meraki - đã được mua lại bởi Cisco
- Meru - đã được mua lại bởi Fortinet
- MikroTik
- Motorola
- NEC
- Netgear
- Nokia Networks
- Open Mesh - đã được mua lại bởi Datto
- Proxim
- Ruckus - đã được mua lại bởi Brocade; sắp được mua lại bởi ARRIS
- Siae Microelettronica
- Sierra Wireless
- Samsung
- TP-Link
- Ubiquiti
- WatchGuard
- Xirrus - đã được mua lại bởi Riverbed
- Yamaha
- ZyXEL

## Card mạng
- Allied Telesis
- Broadcom (bao gồm Avago và Emulex trước kia)
- Buffalo Technology
- Cavium (trước kia là QLogic)
- Chelsio
- Cisco
- D-Link
- Intel
- Marvell
- Mellanox
- Oracle Corporation
- Realtek
- ZyXEL

## Thiết bị máy chủ
- aiScaler
- ApplianSys
- Avaya
- Symantec
- Cisco
- Ciena
- Exinda
- Expand
- F5
- HPE
- Infoblox
- Lanner Inc
- Lotus Foundations
- Nortel
- Oracle Corporation
- PSSC Labs
- Radware
- Riverbed Technology
- Secure64